# Paracymboides
Paracymboides is een geslacht van spinnen uit de familie hangmatspinnen (Linyphiidae).

## Soorten
De volgende soorten zijn bij het geslacht ingedeeld:
- Paracymboides aduncus Tanasevitch, 2011
- Paracymboides tibialis Tanasevitch, 2011